# Готтгард Кеттлер із Рейхена
Го́ттгард фон Ке́ттлер із Ре́йхена (нім. Gotthard von Kettler auf Reichen; 1450 — 1518) — німецький лицар. Представник шляхетського роду Кеттлерів із Нового Ассена. Народився у Рейхені, Вестфалія. Католик. Син Госвіна фон Кеттлера і Єлизавети фон Гацфельд із Вільденбурга. 1483 року придбав замок Еггерінгхаузен у Мелльріху, що став його резиденцією. Чоловік Марії-Маргарити фон Брокгорст-Батенбург. Мав 2 синів — Франциска, що став головою імперського абатства Корвей, і Готтгарда, кавалера Ордену Золотого руна. Помер у власній резиденції. Дід Готтгарда фон Кеттлера, першого герцога Курляндії і Семигалії.

## Сім'я
- Батько: Госвін (І) Кеттлер (1400—1471) — засновник гілки Кеттлерів із Нового Ассена.
- Матір: Єлизавета фон Гацфельд (?—1451) — донька Готтфріда фон Гацфельда.
- Дружина: Марія-Маргарита фон Брокгорст-Батенбург (1450—1505) — донька Дітріха фон Брокгорст-Батенбурга
- Діти:

- Сини:

Дітріх Кеттлер (?—?) ∞ Анна фон Нессельроде (?—?); ∞ Юта фон Фет (?—?).
Госвін (ІІ) Кеттлер (?—1519) ∞ Клара фон Гоберг (?—?).
Гісберт Кеттлер (?—?)
Вільгельм Кеттлер (?—?)
Генріх Кеттлер (?—?)
Готтгард (ІІ) Кеттлер (1480—1556) — кавалер Ордену Золотого руна. ∞ 1511: Сибілла-Софія фон Нессельроде (1490—1572).
Франц Кеттлер (?—1547) — Корвейський абат (1504—1547)
- Доньки:

Маргарита Кеттлер (?—?)
Ельза Кеттлер (?—?)
Анна Кеттлер (?—?)